# 大平山 (秩父市)

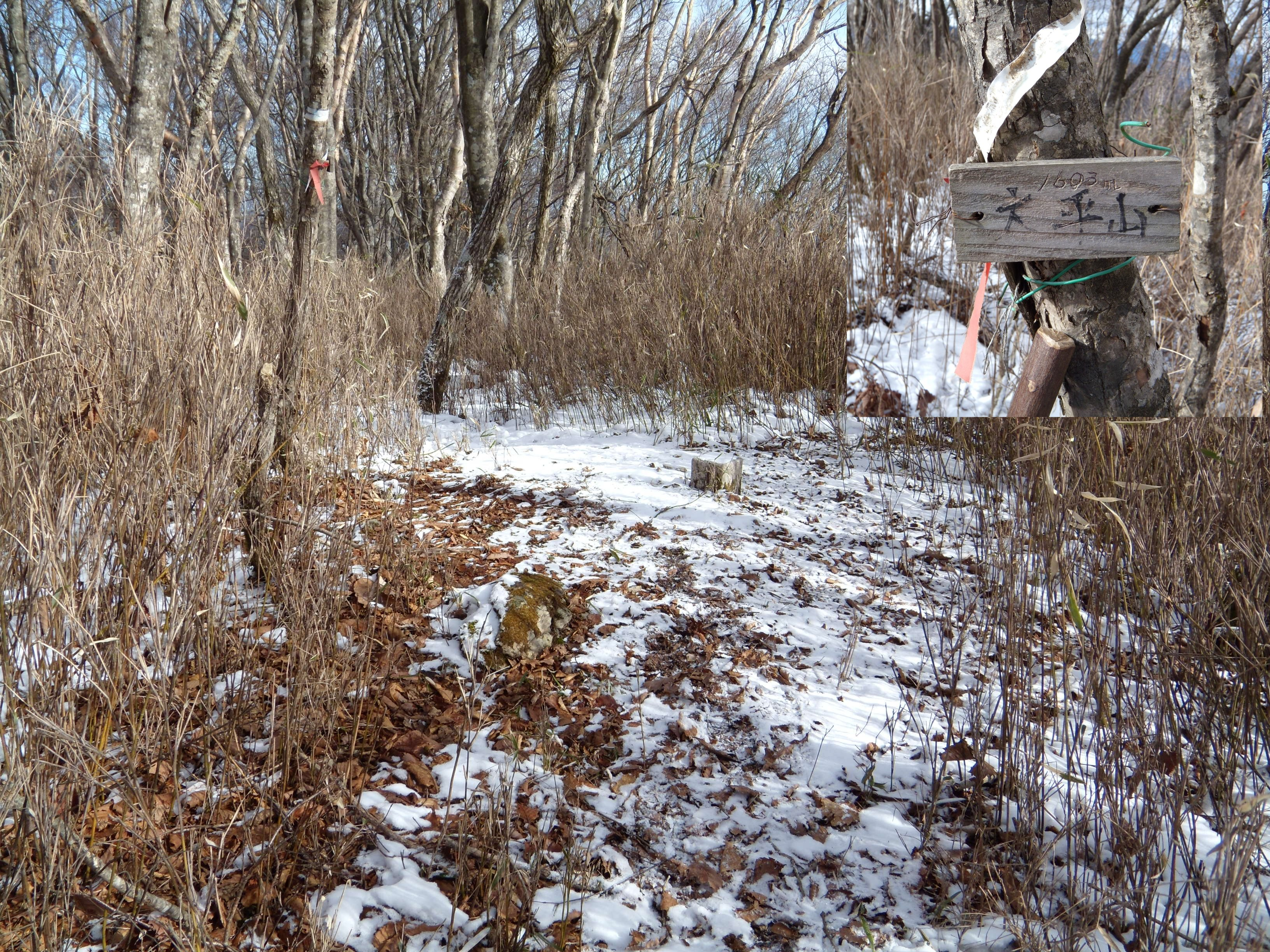
山頂にある手書き標識

大平山（おおひらやま）は、埼玉県秩父市の奥秩父山塊にある標高1,603 mの山。東京・埼玉都県境にある長沢背稜の天目山 (1,576 m) と酉谷山 (1,718 m) のほぼ中間に位置する七跳山 (1,651 m) から北東にのびる尾根上にあるに位置する。
長沢背稜側から見ると雄大で綺麗な半円形であり、大きく平らな山の形から大平山と呼ばれていたと言われている。

## 登山道
秩父市細久保地区から天目山林道を歩き、大平のクビレから笹藪を分けた山道に入り、頂上まで15分ほど。頂上は2 m四方ほど藪が開けており、三角点の標石と手書きの「大平山」と書かれた板がある。頂上は樹林帯で眺望はあまりないが、木々の間から目前に七跳山や天目山、その奥に富士山の裾野まで見ることができる。
長沢背稜の尾根道または七跳山から行く登山道はなく、七跳山から尾根沿いに笹藪を藪漕ぎで下るか、七跳山の手前から北側に谷川の急斜面（冬は雪が20 cm以上積もっている場合がある）を下っていったん林道に出て、大平のクビレから登り返すことになる。
細久保の廃屋からフクジュソウの自生地を通り大ドッケから尾根沿いに登る山道は、途中で沢登りがあり、また季節によっては笹薮が深いためこのルートで登る人はあまりいないが、人が誰もいない原生林の静寂や藪漕ぎを好む登山者には格好の目標とされている。